# Сухиницький район
Сухи́ницький район (рос. Сухиничский район) — адміністративна одиниця і муніципальне утворення в Калузькій області Росії. Адміністративний центр — місто Сухиничі.

## Географія
Район розташований у центральній частині Калузької області. Район межує з Мещовським, Козельським, Ульяновським, Думіницьким, Кіровським і Барятинським районами Калузької області. Площа 1 232 км² (14-е місце серед районів).
Основні річки — Бринь, Коща.

## Історія

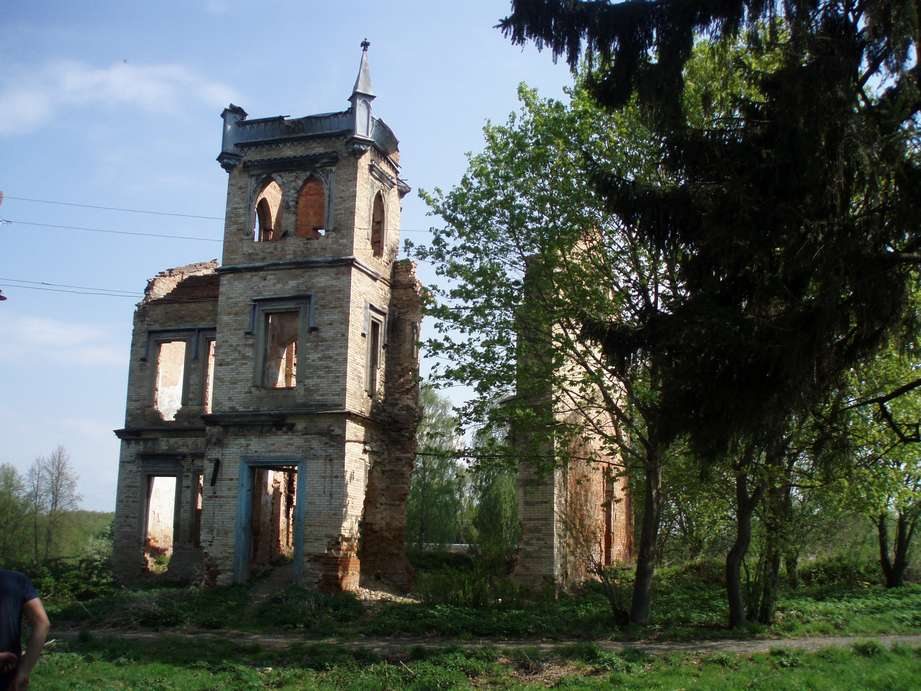
Садиба Шліппе

Район був утворений в 1929 році у складі Сухиницького округу Західної області, до нього увійшла велика частина території колишнього Сухиницького повіту Калузької губернії.
В 1937 році район увійшов до складу Смоленської області.
Під час Німецько-радянської війни район був окупований 114 днів, на території району є 11 братських могил, де поховані 12 500 червоноармійців.
5 липня 1944 року район увійшов до складу новоствореної Калузької області.

## Транспорт
Через район проходять п'ять напрямків залізниць, зокрема Москва — Київ і Смоленськ — Мічурінськ, а також автомагістраль М3 Москва — Калуга — Брянськ.
| Росія | Це незавершена стаття з географії Росії. Ви можете допомогти проєкту, виправивши або дописавши її. |